# Marketing di prossimità
Il marketing di prossimità (proximity marketing) è una tecnica di marketing che opera su un'area geografica delimitata e precisa attraverso tecnologie di comunicazione di tipo visuale e mobile con lo scopo di promuovere la vendita di prodotti e servizi.
Questa tecnica di marketing non agisce su un target di utenti ben definito, bensì sugli individui che si trovano in una determinata area e siano in prossimità di un dispositivo attraverso il quale sia possibile instaurare una comunicazione; si tratta quindi di una modalità moderna della distribuzione di volantini pubblicitari cartacei che, trasformati in materiale digitale, possono diventare interattivi tramite gli apparati di proximity marketing più evoluti come il (RFID, NFC, audio di prossimità, motion capture, eye tracking, iBeacon).

## Utilizzi
Il proximity marketing può trovare applicazione in molti contesti, come ad esempio nei cinema (programmazione, trailer, messaggi pubblicitari), centri commerciali (buoni sconto, descrizione dei prodotti), negozi di giochi (giochi Java/Flash per cellulare), fiere (mappe degli stand, agenda degli eventi, business card dei relatori), concerti (suonerie, video musicali), tourist information access point (informazioni varie).

## Tecnologie
Il proximity marketing coinvolge tecnologie quali i sistemi Digital signage e Mobile Signage. I sistemi di proximity marketing spaziano dagli evoluti che sfruttano l'interazione con il movimento delle persone in una determinata area ai più semplici che attivano un messaggio audio al passaggio di una persona, fino ai più complessi che tramite telecamere, proiettori e/o moderni video interagiscono con l'utente con immagini e suoni divertendo e allo stesso tempo informando sulle offerte commerciali disponibili (moto usati in discoteche e pub). Anche la tecnologia touch screen entra in gioco nel marketing di prossimità per interagire a più livelli con l'utente permettendo d'espandere le informazioni sui prodotti e servizi direttamente sugli scaffali e/o tramite totem informativi.

### Digital e Mobile Signage
Il digital signage è una forma di pubblicità, anche nota in Italia come segnaletica digitale, avvisi pubblicitari digitali, videoposter o cartellonistica digitale, i cui contenuti vengono mostrati ai destinatari attraverso schermi elettronici o videoproiettori appositamente sistemati in luoghi pubblici. In tutto il mondo, alla comunicazione tradizionale si stanno affiancando nuovi strumenti basati su tecnologie digitali in grado di migliorare il dialogo, interagire con i clienti e contribuire alle vendite. Per primo il Digital Signage ha saputo cogliere questa necessità sviluppando contenuti e tecnologie. I sistemi Digital e Mobile Signage sono media informativi basati su tecnologie hardware e software ad esempio pannelli LCD, LED o PLASMA e trasmettitori bluetooth, SMS che abbinano le più moderne tecnologie visuali ai servizi informativi interattivi per rispondere all'esigenza sempre maggiore di fornire con maggiore efficacia, semplicità e chiarezza notizie e informazioni audio/video dinamiche e pubblicitarie.
I sistemi Digital e Mobile Signage sono tra loro modulari e complementari. Possono interagire visualmente, uditivamente attraverso l'audio direzionale oppure interattivamente con i cellulari ed i più moderni smartphone (bluetooth, nfc, rfid, ...).

### Bluetooth Proximity
Per quanto dal punto di vista teorico usare il canale bluetooth per inviare messaggi multimediali ai cellulari e dispositivi portatili dotati della tecnologia sembra semplice e funzionale, in realtà si dimostra nella pratica abbastanza complesso e poco remunerativo per quanto concerne il ROI ovvero il ritorno sull'investimento.
La problematica principale risiede nelle specifiche del protocollo di comunicazione stesso, vediamo come funziona un invio da un server di proximity marketing e un client:
1. L'apparato server ricerca i dispositivi
2. Il cellulare risponde restituendo uno stato (pronto a ricevere, occupato, non disponibile)
3. L'apparato server invia un messaggio multimediale
4. Sul cellulare appare la scritta: “X vuole mettersi in contatto con te. Accetti o non accetti?”
5. Se il messaggio è accettato, una volta scaricato il file alcuni cellulari visualizzano il contenuto e poi chiedono all'utente di salvare il file, altri visualizzano la richiesta di salvataggio e salvano il contenuto senza visualizzarlo lasciando all'utente la ricerca di quanto ricevuto (spesso laboriosa), altri ancora archiviano il file senza nessun avviso ulteriore lasciando all'utente capire se e che cosa ha ricevuto.
6. Il server riceve la conferma di ricezione del file o eventuale codice d'errore

Solo l'accettazione permette di ricevere il contenuto. Il problema principale dell'uso del protocollo bluetooth è legato al fatto che la maggioranza dei telefonini non suona e non vibra al ricevimento della richiesta d'autorizzazione e che quindi la maggioranza degli invii termina con lo stato: “scaduto”.
Quindi sono molti i messaggi andati a vuoto e molto scarse le vere interazioni sia negative (chi rifiuta il contenuto) che positive (chi accetta il messaggio in entrata) ottenute tramite un sistema di marketing di prossimità basato sul protocollo bluetooth. Non tutti i cellulari una volta confermato (se notata in appena 30 secondi la richiesta, tempo standard di attesa, impostato sugli apparati server prima di liberare la risorsa) trattano il messaggio nello stesso modo: alcuni salvano il messaggio in una particolare cartella e lasciano all'utente il compito di cercarlo.
Per alcuni dispositivi non è sufficiente attivare il bluetooth e rende visibile l'apparato, nel caso dei cellulari Motorola la visibilità è limitata a trenta secondi tramite la funzione trovami, per i possessori di questi cellulari quindi ricevere un messaggio pubblicitario o un contenuto informativo tramite un apparato di Proximity Marketing equivale ad andare di persona a chiedere un volantino a chi lo sta distribuendo. I primi iPhone e Blackberry non integravano il protocollo OBEX necessario per effettuare lo scambio di file. La nuova versione del iPhone è invece bloccata e consente il trasferimento di file solo tra specifiche applicazioni, per evitare di bypassare l'Apple Store. Il supporto per la trasmissione Bluetooth è invece disponibile su tutti i nuovi telefoni Blackberry di nuova generazione ma deve essere appositamente attivato entrando nella Galleria e scegliendo l'opzione "Ricevi utilizzando Bluetooth".
I sistemi possono essere fastidiosi e molesti, in vicinanza ad un apparato di Proximity Marketing risulta difficile usare il bluetooth per scambiarsi un contenuto multimediale tra utenti. Spesso questi apparati mandano in blocco i cellulari contattati costringendo l'utente a spegnere e riaccendere il telefonino. In Francia ne è stato regolamentato l'utilizzo limitandone l'utilizzo in zone Indoor (ad.es. centri commerciali, store, fiere, sale congressi) perché in contrasto con alcune forme di comunicazione militare.

### iBeacon
Si tratta di un sensore di Prossimità basato sulla nuova tecnologie Bluetooth LE a basso consumo.
La tecnologia di iBeacon si basa su uno o una serie di access point senza cavi come quelli che potete avere in casa per il WiFi. La differenza fondamentale è che un iBeacon genera una rete wireless Bluetooth. Tramite l'utilizzo dell'ultima generazione del protocollo di trasferimento dati, chiamato Bluetooth Low Energy (BLE), un access-point iBeacon si collega automaticamente ad un iPhone nelle vicinanze, a patto che quest'ultimo abbia attivato il Bluetooth e installata la specifica applicazione per il fornitore del servizio (come l'app Apple Store per i negozi di Apple). La funzione principale di iBeacon è quella di tracciare la precisa posizione di un utente all'interno di un locale chiuso.
Apple ha cominciato a nascondere ricevitori iBeacon nei suoi Apple Retail Store negli Stati Uniti. In questo modo un acquirente può entrare in un negozio tenendo il proprio iPhone, e venire riconosciuto quando si trova in prossimità di un iBeacon. Se, ad esempio, il dispositivo dell'utente viene riconosciuto dall'iBeacon posizionato in prossimità degli iMac, potrà fornire informazioni sui computer tramite una notifica push sull'iDevice riconosciuto. Spostandosi invece verso l'iBeacon nascosto sotto lo scaffale degli accessori, è possibile ottenere informazioni riguardo agli ultimi arrivi in termini di custodie e altoparlanti.

## Problematiche relative alla privacy per i sistemi basati sui protocolli di rete
In alcune Nazioni, la privacy risulta essere di ostacolo nello sviluppo di simili tecniche commerciali. Ad esempio, la normativa Italiana in materia (art. 4 del d.lgs. 196/03) specifica che qualsiasi informazione che consente una identificazione «anche indiretta», mediante riferimento ad altre informazioni, di una persona fisica o giuridica rientra nella tutela prevista della normativa stessa.
Nel caso dei sistemi di Proximity Marketing basati sul protocollo Bluetooth e/o altri protocolli di rete viene registrato il MAC address che è un identificativo univoco posto dal produttore del dispositivo hardware che permette di risalire alla persona fisica o giuridica che è proprietaria del dispositivo che interagisce con i sistemi di marketing di prossimità, è anche possibile tracciare in un'area attraverso l'impiego di più apparati i movimenti delle persone e anche di un singolo dispositivo. Il MAC address rappresenta la targa dei nostri dispositivi la sua identificazione è in contrasto con la legge sulla privacy in quanto si può risalire in modo indiretto al proprietario di un cellulare o altro dispositivo, basta tracciarne gli spostamenti e rilevare il suo dispositivo quando è l'unico presente nel raggio d'azione di un apparato apparato BT di Proximity Marketing, senza nessuna interazione anche in modalità passiva.
Con il MAC address è possibile risalite al produttore e modello di un dispositivo BT, molti dei programmi di Proximity Marketing, lo fanno già, per esempio BlueMagnet!  Non è difficile in quanto i primi 3 ottetti del MAC, identificano il produttore tramite le assegnazioni OUI dell'IEEE, mentre i successivi tre (MAC-48 e EUI-48) o cinque (EUI-64) ottetti identificano il numero seriale assegnato al componente dal produttore che deve rispettare il criterio di unicità.